# ! (альбом СКАЙ)
! — третій студійний альбом українського гурту «СКАЙ», випущений 24 листопада 2010 року лейблом Lavina Music.

## Трек-лист
| #   | Назва            | Тривалість |
| --- | ---------------- | ---------- |
| 1.  | «Пам'ятай»       | 3:43       |
| 2.  | «Далеко»         | 3:11       |
| 3.  | «Сонце»          | 3:06       |
| 4.  | «Кіно»           | 4:43       |
| 5.  | «Ну а Я»         | 3:13       |
| 6.  | «Не так»         | 4:38       |
| 7.  | «Любов»          | 4:08       |
| 8.  | «Сліпа краса»    | 4:25       |
| 9.  | «З мене досить»  | 3:49       |
| 10. | «Victoria»       | 2:47       |
| 11. | «Porolon»        | 3:46       |
| 12. | «!(Знак оклику)» | 3:52       |
| 13. | «Galaktika»      | 4:29       |

### Бонус
| #  | Назва                                          | Тривалість |
| -- | ---------------------------------------------- | ---------- |
| 1. | «Світло»                                       | 4:22       |
| 2. | «Світло (рок-версія)»                          | 4:14       |
| 3. | «Porolon («С. К. А. Й.» & Murik «Green Grey»)» | 4:06       |
| 4. | «<!> («С. К. А. Й.» & «Пікардійська Терція»)»  | 4:34       |

## Склад
- Собчук Олег — вокал, гітара, тексти.
- Грищук Олександр — соло-гітара, бек-вокал.
- Недашковський Сергій — ударні.
- Рудницький Юрій — бас-гітара.
- Мозіль Юрій — клавішні, бек-вокал.

## Особливості
В альбомі є два дуети — з «Піккардійською Терцією» та з вокалістом гурту «Green Grey» Муріком.

## Рецензії
Дмитро Войнакович із сайту rock.kiev.ua відзначив, що в порівнянні з минулими альбомами музика змінилась, у цій збірці гурт звернув увагу слухача на речі, які на перший погляд не є помітними, але залишаються надважливими в житті. У цілому ж альбом визнано мелодійним та потужним. Водночас, інший критик зазначає, що альбом нічим кардинально не відрізняється від двох попередніх.